# Mùa bão Tây Bắc Thái Bình Dương 1974
Mùa bão Tây Bắc Thái Bình Dương 1974 không có giới hạn chính thức; nó diễn ra trong suốt năm 1974, nhưng hầu hết các xoáy thuận nhiệt đới có xu hướng hình thành trên Tây Bắc Thái Bình Dương trong khoảng giữa tháng 5 và tháng 11. Những thời điểm quy ước phân định khoảng thời gian tập trung hầu hết số lượng xoáy thuận nhiệt đới hình thành mỗi năm ở Tây Bắc Thái Bình Dương.
Phạm vi của bài viết này chỉ giới hạn ở Thái Bình Dương, khu vực nằm ở phía Bắc xích đạo và phía Tây đường đổi ngày quốc tế. Những cơn bão hình thành ở khu vực phía Đông đường đổi ngày quốc tế và phía Bắc xích đạo thuộc về Mùa bão Đông Bắc Thái Bình Dương 1974. Bão nhiệt đới hình thành ở toàn bộ khu vực Tây Bắc Thái Bình Dương sẽ được đặt tên bởi Trung tâm Cảnh báo Bão Liên hợp  JTWC . Áp thấp nhiệt đới ở khu vực này sẽ có thêm hậu tố "W" phía sau số thứ tự của chúng. Áp thấp nhiệt đới trở lên hình thành hoặc đi vào khu vực mà Philippines theo dõi cũng sẽ được đặt tên bởi Cục quản lý Thiên văn, Địa vật lý và Khí quyển Philippines  PAGASA . Đó là lý do khiến cho nhiều trường hợp, một cơn bão có hai tên gọi khác nhau.

## Các cơn bão
Có 35 áp thấp nhiệt đới hình thành trong năm trên Tây Bắc Thái Bình Dương, 32 trong số chúng trở thành những cơn bão nhiệt đới, 16 đạt cường độ bão cuồng phong và không có cơn bão nào đạt cường độ siêu bão. 1974 là mùa bão gần đây nhất không xuất hiện siêu bão trên Tây Bắc Thái Bình Dương.

### Bão Dinah (Bising) - bão số 1
Dinah đã phát triển trong ngày 7 tháng 6, nó tấn công Luzon trong ngày mùng 10 với sức gió 80 dặm/giờ. Sau đó cơn bão tiếp tục di chuyển theo hướng Tây Bắc, tấn công đảo Hải Nam, vượt vịnh Bắc Bộ và tan trên đất liền Việt Nam. Dinah khiến 73 người thiệt mạng, trong đó có 33 trường hợp mất tích, cùng với thiệt hại mùa màng 3 triệu USD (USD 1974).

### Bão Gilda (Deling)
Khi bão nhiệt đới Gilda, đã suy yếu từ cường độ tối đa với sức gió 100 dặm/giờ, vượt qua eo biển giữa Nhật Bản và Hàn Quốc trong đầu tháng 7, nó đã đem đến những trận mưa như trút kèm theo lở đất, khiến 128 người thiệt mạng (trong đó có 26 người mất tích) và gây tổn thất ước tính lên tới 1,5 tỉ USD. (USD 1974)

### Bão Ivy (Iliang) - bão số 2
66 người đã thiệt mạng khi bão Ivy tấn công Luzon trong ngày 20 tháng 7. Sau đó cơn bão tiếp tục đi về hướng Tây Bắc, và hai ngày sau nó đổ bộ vào miền Nam Trung Quốc.

### Bão Mary
Một rãnh gió mùa đã sản sinh ra một áp thấp nhiệt đới trong ngày 10 tháng 8. Nó di chuyển theo hướng Đông Bắc, sau đó chuyển sang Tây Bắc và mạnh lên thành một cơn bão nhiệt đới trong ngày 11. Diện mạo của Mary giống như một xoáy thuận ngoại nhiệt đới do nó chịu tác động của độ đứt gió theo chiều thẳng đứng, và khi áp cao cận nhiệt hình thành trên khu vực Nhật Bản, Mary chuyển nhiều hơn sang hướng Tây. Điều kiện đã trở nên thuận lợi đủ để Mary đạt đến cường độ bão cuồng phong trong ngày 18, nhưng nó đã suy yếu lại thành bão nhiệt đới trước khi tấn công vùng Đông Bắc Trung Quốc vào ngày hôm sau. Hệ thống áp cao trên đất liền Trung Quốc buộc giờ đây là áp thấp nhiệt đới Mary di chuyển xuống phía Đông Nam, và nó đã mạnh trở lại thành một cơn bão nhiệt đới trong ngày 24. Sau đó Mary chuyển hướng Đông Bắc, và không lâu sau nó đã mạnh lên thành bão cuồng phong trong ngày 25 trước khi suy yếu. Vào ngày 26 Mary tấn công Nhật Bản và tan nhanh chóng sau đó. Cơn bão khiến 3 người thiệt mạng cùng với tổn thất trung bình.

### Bão Bess (Susang) - bão số 6
Bess đã vượt Luzon trong ngày 10 tháng 10, sau đó nó vượt Biển Đông, tấn công đảo Hải Nam trong ngày 13. Bess tiếp tục di chuyển về phía Tây và tan trên đất liền Việt Nam trong ngày 14. Cơn bão đã gây mưa lớn trên khắp các khu vực mà nó đi qua, khiến 26 người thiệt mạng (3 trong đó mất tích) và tổn thất 9,2 triệu USD (USD 1974). Cái tên Bess đã bị khai tử sau mùa bão.

### Bão Carmen (Tering) - bão số 7
Bão Carmen đổ bộ vào Luzon vào ngày 16 tháng 10, chỉ vài ngày sau khi Bess tấn công khu vực này. Nó tiếp tục di chuyển về phía Tây Bắc, đổ bộ lên vùng Đông Nam Trung Quốc, sau đó chuyển hướng Nam và tan trong ngày 20. Carmen đã đem đến gió duy trì ở cấp độ bão nhiệt đới tại Hong Kong và khiến 25 người thiệt mạng, cùng tổn thất ước tính 13 triệu USD (USD 1974).

### Bão Elaine (Wening) - bão số 9
Bão Elaine với sức gió 110 dặm/giờ tấn công vùng Bắc Luzon vào ngày 27 tháng 10, khiến 23 người chết và thiệt hại là 21 triệu USD.

### Bão Irma (Bidang) - bão số 13
Cơn bão cuối cùng trong số 8 cơn bão tấn công Philippines trong năm đổ bộ vào ngày 28 tháng 11 với sức gió 100 dặm/giờ. Irma, từng đạt đỉnh với vận tốc gió 135 dặm/giờ, suy yếu khi ở trên quần đảo và sau đó mạnh trở lại thành một cơn bão cuồng phong trên Biển Đông. Nó chuyển hướng Bắc, và tấn công miền Nam Trung Quốc với cấp độ bão nhiệt đới trong ngày 2 tháng 12, thời điểm muộn nhất cho một cơn bão nhiệt đới đổ bộ Trung Quốc. Irma khiến 11 người chết và gây thiệt hại 7,3 triệu USD (USD 1974).